# Georges Badosa
Georges Badosa (Perpinyà, Rosselló, 3 de desembre de 1903 - Tuïr, Rosselló, 5 d'agost de 1977) és un empresari nord-català. Era fill d'un immigrant espanyol que va adquirir la nacionalitat francesa. La seva mare pertanyia a una família de productors i exportadors de fruites propietària de terres agrícoles a Tuïr. Va obtenir el diploma d'enginyer a l'Escola Central de París, però va preferit reprendre l'activitat familiar per tal de restar a la seva regió d'origen.
Gràcies als coneixements adquirits a l'Escola Central, Georges Badosa va desenvolupar activitats empresarials, Va adquirir nous terrenys, utilitzà vagons frigorífics per expandir la seva producció fruitera. Va fundar amb Charles Coll-Escluse i Joseph Balalud de Saint-Jean una de les primeres conserveries del departament, que li va permetre un mitjà de vendre les fruites produïdes escapant parcialment de la fluctuació dels preus.
Georges Badosa és també el president departamental del Rotary Club, així com la Unió dels Fabricants de Conserves del Rosselló.